# Drożdżówka

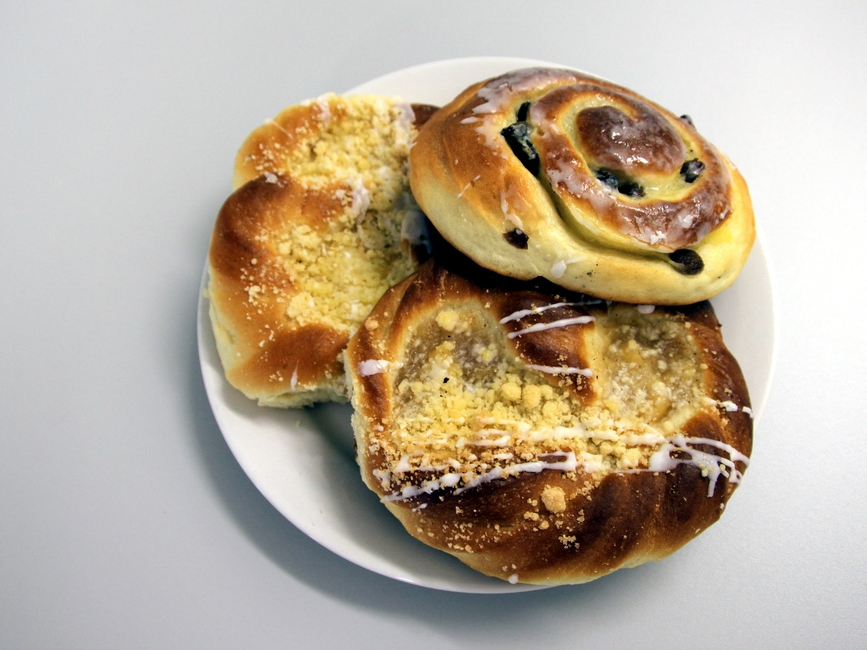
Drożdżówkák

A drożdżówka (élesztős konty, molnárka) kelesztett édes tésztából készített, hajtogatott vagy körkörösen csavart péksütemény, melyet megtöltenek és cukormázzal díszítenek. Töltelékként rendszerint túrót, ritkábban mákot, pudingot, fekete áfonyát vagy egyéb gyümölcsöt használnak. Ismert olyan változata is, amelyet mákos sajttal gazdagítanak.
A drożdżówka Nagy-Lengyelország és a német Pomeránia regionális konyhájának a hagyományos édessége. Csavart tésztája miatt hasonlít a magyar kakaós csigához.

## Lásd még
- Lengyel konyhaművészet
- A lengyel konyhaművészet története
- Nagy-Lengyelország konyhája

## Fordítás
- Ez a szócikk részben vagy egészben a Drożdżówka című lengyel Wikipédia-szócikk ezen változatának fordításán alapul.  Az eredeti cikk szerkesztőit annak laptörténete sorolja fel. Ez a jelzés csupán a megfogalmazás eredetét és a szerzői jogokat jelzi, nem szolgál a cikkben szereplő információk forrásmegjelöléseként.